# Kasteel van Melderen

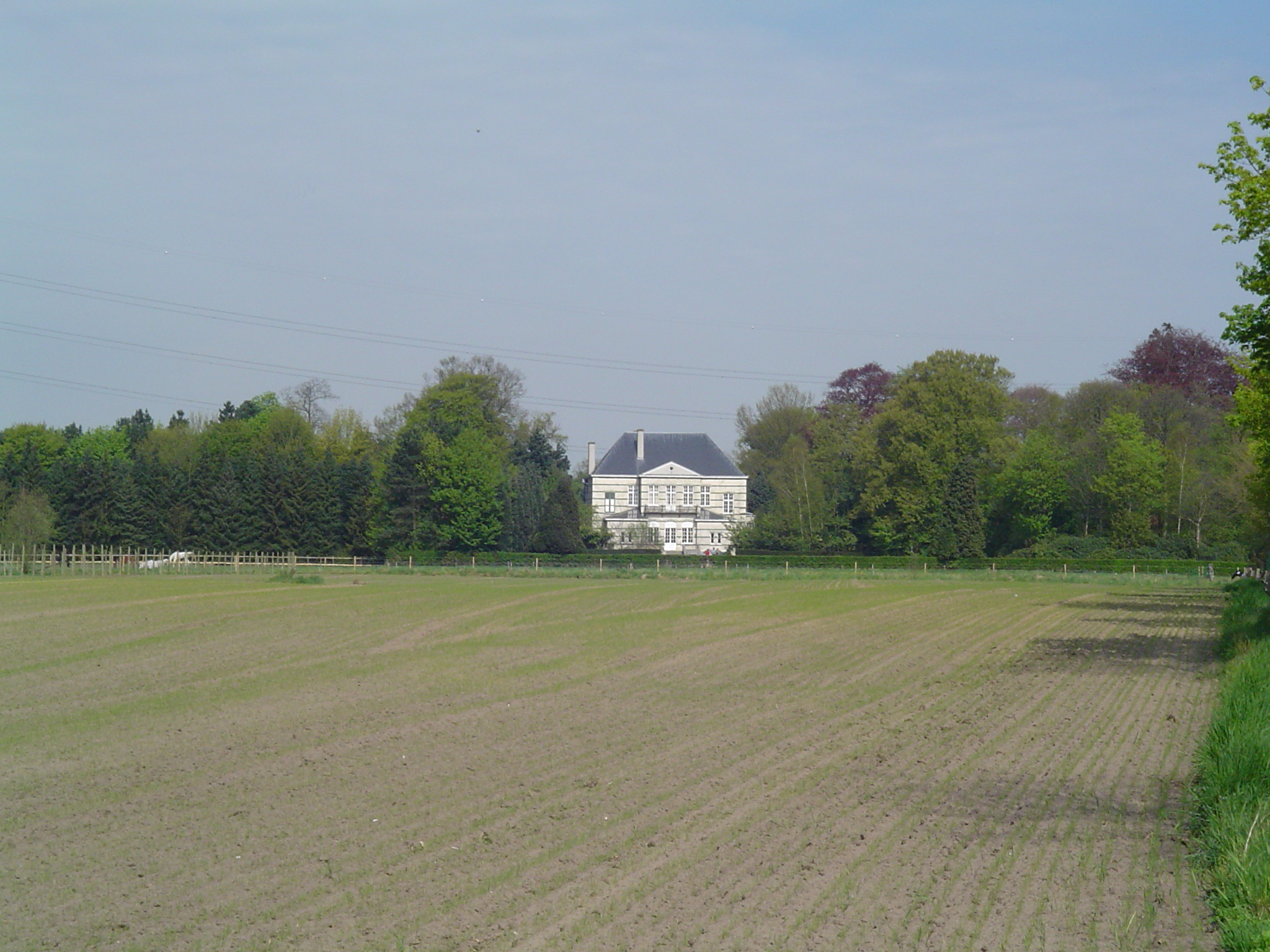
Het landhuis met omgeving in 2004

Het Kasteel van Melderen is een kasteeltje in de tot de Oost-Vlaamse gemeente Deinze behorende plaats Merendree, gelegen aan de Veldestraat 148.

## Geschiedenis
De naam Melderen is een verbastering van Merendree.
Het kasteel werd in 1900 gebouwd als buitenverblijf, naar ontwerp van Jozef De Waele, op de plaats van een ouder gebouw. Opdrachtgevers waren Maurice Metdepenningen (zoon van Hippolyte Metdepenningen) en zijn vrouw Célénie Braeckman. Zij trouwde na de dood van Maurice in 1905 met graaf Frederik van der Stegen de Putte. Later werd het ook nog bewoond door Maurice Van Landegem die ook burgemeester van Merendree is geweest.

## Gebouw
Het betreft een kasteeltje van twee bouwlagen onder schilddak. In 1982 werd het middenrisaliet met torentje vervangen door een driehoekig fronton. De gevel is versierd met banden van groengeglazuurde bakstenen. Het balkon is in art-nouveaustijl.
De hal heeft een mozaïekvloer en er is een salon in Vlaamse neorenaissancestijl.